# Метилпальмитат
Метилпальмитат — метиловый эфир пальмитиновой кислоты 
с формулой CH3(CH2)14COOCH3,
бесцветные (белые) кристаллы при перекристаллизации из этанола. 

## Получение
Получают из пальмового масла, а также этерификацией пальмитиновой кислоты метанолом. 

## Применение
- Эмульгатор и стабилизатор эмульсий.
- Обладает смягчающими и пластифицирующими свойствами. Применяют в кремах, масках, эмульсиях разного назначения.
- Используется в составе пищевых продуктов в качестве ароматизирующего вещества.
- Для получения гексадеканола.